# Tubastraea floreana
Espèce
Statut CITES
Tubastraea floreana est une espèce de coraux appartenant à la famille des Dendrophylliidae.